# 吉迪瓦區
35°55′46″N 0°49′50″E / 35.92944°N 0.83056°E
吉迪瓦區（阿拉伯语：‎），是阿爾及利亞的行政區，位於該國西北部，由埃利贊省負責管轄，首府設於吉迪瓦，面積294平方公里，2008年人口51,596，人口密度每平方公里176人。